# Купешова Бота Каїрбаєвна
Бота Каїрбаєвна Купешова (рос. Бота Каирбаевна Купешова; нар. 8 червня 1967, Павлодар, Казахська РСР) — російська футболістка казахського походження, захисниця.
З 1989 по 1992 рік виступала лише в одному клубі — «Грація» — «Мерей» — «СКА-Мерей» — ЦСК ВПС.

## Досягнення
- Чемпіонат Росії
  -  Срібний призер (1): 1992